# IC 5209
IC 5209 ist eine Spiralgalaxie vom Hubble-Typ Sc? im Sternbild Kranich am Südsternhimmel. Sie ist schätzungsweise 377 Millionen Lichtjahre von der Milchstraße entfernt.
Die Galaxie wurde im Jahr 1900 von dem Astronomen DeLisle Stewart entdeckt.